# Syngonium macrophyllum
Syngonium macrophyllum är en kallaväxtart som beskrevs av Adolf Engler. Syngonium macrophyllum ingår i släktet Syngonium och familjen kallaväxter. Inga underarter finns listade.